# USS Pasadena (SSN-752)
Pour les autres navires du même nom, voir USS Pasadena.
L'USS Pasadena (SSN-752) est un sous-marin nucléaire d'attaque américain de classe Los Angeles nommé d'après Pasadena en Californie.

## Histoire du service
Construit au chantier naval Electric Boat de Groton, il a été commissionné le 11 février 1989 et est toujours en service dans l’United States Navy en 2012.